# 3353 Джарвіс
3353 Джарвіс (3353 Jarvis) — астероїд головного поясу, відкритий 20 грудня 1981 року.
Тіссеранів параметр щодо Юпітера — 3,900.